# 內閣府設置法
內閣府設置法是一部規範內閣府的設置，組織結構與職掌事務的日本法律。平成11年7月16日法律第89號。內閣府是日本內閣機關之一，除了處理內閣總理大臣（首相）主管的政務之外，還負有協助內閣制定與調整政策以強化內閣機能的功能。

## 外部連結
- 內閣府設置法 - e-Gov法令檢索（日語）